# Gagik
Gagik je armensko moško osebno ime.

## Znani nosilci
- Gagik I. Arcruni (880–943), armenski plemič
- Gagik I. Armenski († 1020), kralj Bagratidske Armenije
- Gagik II. Armenski (1025–1079), kralj Bagratidske Armenije
- Gagik Berglajan, armenski politik
- Gagik Gurzadjan (1922–2004), armenski fizik
- Gagik Karski († 1081), bagratidski kralj Karsa
- Gagik Manukjan, armenski nogometaš